# Eucyrtops
Eucyrtops là một chi nhện trong họ Idiopidae.